# Kurtuşağı, Yunak
Kurtuşağı là một xã thuộc huyện Yunak, tỉnh Konya, Thổ Nhĩ Kỳ. Dân số thời điểm năm 2011 là 521 người.